# Gminna Biblioteka Publiczna w Blizanowie
Gminna Biblioteka Publiczna w Blizanowie – samorządowa instytucja kultury znajdująca się w gminie Blizanów, powiecie kaliskim, województwie wielkopolskim.
Biblioteka działa od 1947 r., a pierwsze zapisy w inwentarzu Gminnej Biblioteki Publicznej w Blizanowie zanotowano w 1949 r. Składa się z biblioteki głównej i dwóch filii (Jastrzębniki, Rychnów). Do 1996 r. miała także filie w Lipem (od 1951 r.) i w Jankowie Pierwszym (od 1991 r.).

## Zbiory
W 2014 r. księgozbiór biblioteki wraz z filiami liczył łącznie 47 000 woluminów, na początku 2021 r. – 42 000. Średnia liczba wypożyczeń w roku ok. 25 000. Biblioteka od lat korzysta z dotacji Ministerstwa Kultury i Dziedzictwa Narodowego na zakup nowości wydawniczych. Corocznie księgozbiór zwiększa się średnio o ponad 1500 egzemplarzy. Czytelnia wyposażona jest w komputery i zapewnia dostęp do sieci wi-fi. Od 2015 r. udostępnia także 68 materiałów audiowizualnych, w tym 45 audiobooków. W 2016 r. nastąpiła zmiana systemu wypożyczania: katalog tradycyjny został zastąpiony przez elektroniczną bazę danych w programie MAK+. Wyszukiwanie i rezerwacja książek możliwa jest m.in. dzięki katalogowi szukamksiazki.pl. Zakupiono karty czytelnicze z kodami kreskowymi, które otrzymują bezpłatnie czytelnicy biblioteki. Od 2016 r. biblioteka ma miejsce na bookcrossing. W 2018 r. biblioteka uruchomiła dostęp do zasobów cyfrowych Biblioteki Narodowej w ramach systemu Academica, a od 2020 r. czytelnicy mogą korzystać z zasobów Libra Ibuk i Legimi. Biblioteka ma prenumeratę 5 czasopism: „Gospodyni”, „Charaktery”, „Biblioteka Publiczna”, „Biblioteka w Szkole”, „Pismo”.

## Działalność
W bibliotece organizowane są: spotkania autorskie, warsztaty artystyczne, lekcje biblioteczne dla uczniów, wystawy książek, prac plastycznych. W bibliotece gościli m.in.: Justyna Bednarek, Paweł Beręsewicz, Katarzyna Enerlich, Marta Fox, Grzegorz Kaliciak, Anna Onichimowska, Zofia Stanecka, Wojciech Widłak.

## Publikacje
Biblioteka wydała ponad 30 własnych wydawnictw, w tym 3 książki popularnonaukowe autorstwa Stanisława Małyszki: „Przydrożne kapliczki, figury i krzyże na terenie gminy Blizanów” (2016) i „Na skraju Puszczy Pyzdrskiej. Wsie parafii Lipe na przestrzeni wieków” (2017), „Z dziejów Jastrzębnik i sąsiednich wsi”, (2014) i wydanie II uzupełnione (2018), album o swojej działalności w latach 2014–2018 „Biblioteka w akcji” i kolorowankę „Z sową biblioteczną po gminie Blizanów”.

## Siedziby i kierownicy
Siedziby biblioteki głównej:
- do 1953 – budynek szkolny w Brudzewie,
- 1953–1971 – mieszkanie prywatne w Blizanowie,
- 1971–1975, 1979–1981 – budynek Urzędu Gminy Blizanów,
- 1975–1976 – Dom Strażaka w Blizanowie,
- 1976–1979 – budynek Gminnej Spółdzielni „Samopomoc Chłopska”,
- 1981–1991 – budynek „Agronomówka”,
- 1991–2006 – Blizanów Drugi 5A (obok GOK-u),
- od 2006 – Janków Pierwszy 101A (budynek po BGŻ).

Kierownicy blizanowskiej biblioteki:
- 1947–1953 – Czesław Machlański
- 1953–1971 – Maria Wolicka
- 1971–1975 – Halina Matysiak
- 1975–1978 – Marianna Lech
- 1978–2014 – Henryka Śmiecińska
- 2014–2014 – p.o. Krystyna Gronowska
- od 2014 – Paulina Wróblewska (dyrektor)